# 9782 Edo
9782 Edo eller 1994 WM är en asteroid i huvudbältet som upptäcktes den 25 november 1994 av den japanska astronomen Takao Kobayashi vid Ōizumi-observatoriet. Den är uppkallad efter det historiska namnet på den japanska huvudstaden Tokyo, Edo.
Asteroiden har en diameter på ungefär 6 kilometer.